# Sébastien Latour
Pour les articles homonymes, voir Latour.
 (octobre 2018).
Si vous disposez d'ouvrages ou d'articles de référence ou si vous connaissez des sites web de qualité traitant du thème abordé ici, merci de compléter l'article en donnant les références utiles à sa vérifiabilité et en les liant à la section « Notes et références ».
Sébastien Latour, né le 2 mai 1975 à Bayonne, est un auteur de bande dessinée.

## Biographie
Après une année passée en Angleterre pour ses études de littérature, et une maîtrise consacrée aux personnages de méchants chez Shakespeare, il devient professeur d'anglais dans la région Lilloise avant de retrouver son Pays basque natal. Ses premières séries de bande dessinée sont influencées par le courant de la fantasy urbaine et du fantastique. Wisher et Ellis Group, publiées aux éditions du Lombard, combinent légendes, folklore et monde contemporain. Passionné de science-fiction et avide lecteur des productions de série B, il rencontre Fred Blanchard au festival d'Angoulême en 2008 et lui propose le projet Spyder, dont la saison 1 (quatre tomes) est sortie en 2011. En 2012, la série Lady Spitfire, en trois tomes, raconte les exploits d'une femme pilote d'origine française dans la Royal Air Force pendant la bataille d'Angleterre. Amateur d'histoire, Latour contribue à un scénario pour la série L'Homme de l'Année, toujours chez Delcourt : 1815 - L'homme qui hurla « merde ! » à Waterloo. Il réalise aussi le scénario, dans la même collection, de -44 l'homme qui voulut venger la mort de César.

## Œuvres
- Wisher, Le Lombard, avec Giulio De Vita, 2006

1. Nigel[2], 2006
2. Féeriques , 2008
3. Glee, 2009
4. Chapeau melon et Canne à fée[3], 2010

- Wisher : L'Intégrale[4],  Le Lombard, 2011
- Ellis Group, avec Griffo et Roberto Burgazzoli,  Le Lombard

1. Lady Crown, 2006
2. Sax, 2008
3. Sandmen, 2009

- Spyder, avec Mr Fab, Khalded et Lothelier, Vastra et Tandiang

1. Ombres Chinoises, 2011
2. Dragon céleste, 2011
3. Old School, 2011
4. Chasse à l'homme, 2011

- Lady Spitfire, avec Maza, Delcourt

1. La fille de l'air[5], 2012
2. Der Henker, 2012
3. Une pour tous et tous pour elle, 2013
4. Desert air force, 2014

- L'Homme de l'année, Delcourt

3. 1815 - L'Homme qui hurla "Merde !" à Waterloo, 2013, dessin de Gin
8. -44 - L'Homme qui voulut venger César, 2015, dessin de Tommaso Bennato.